# Bajura (district)

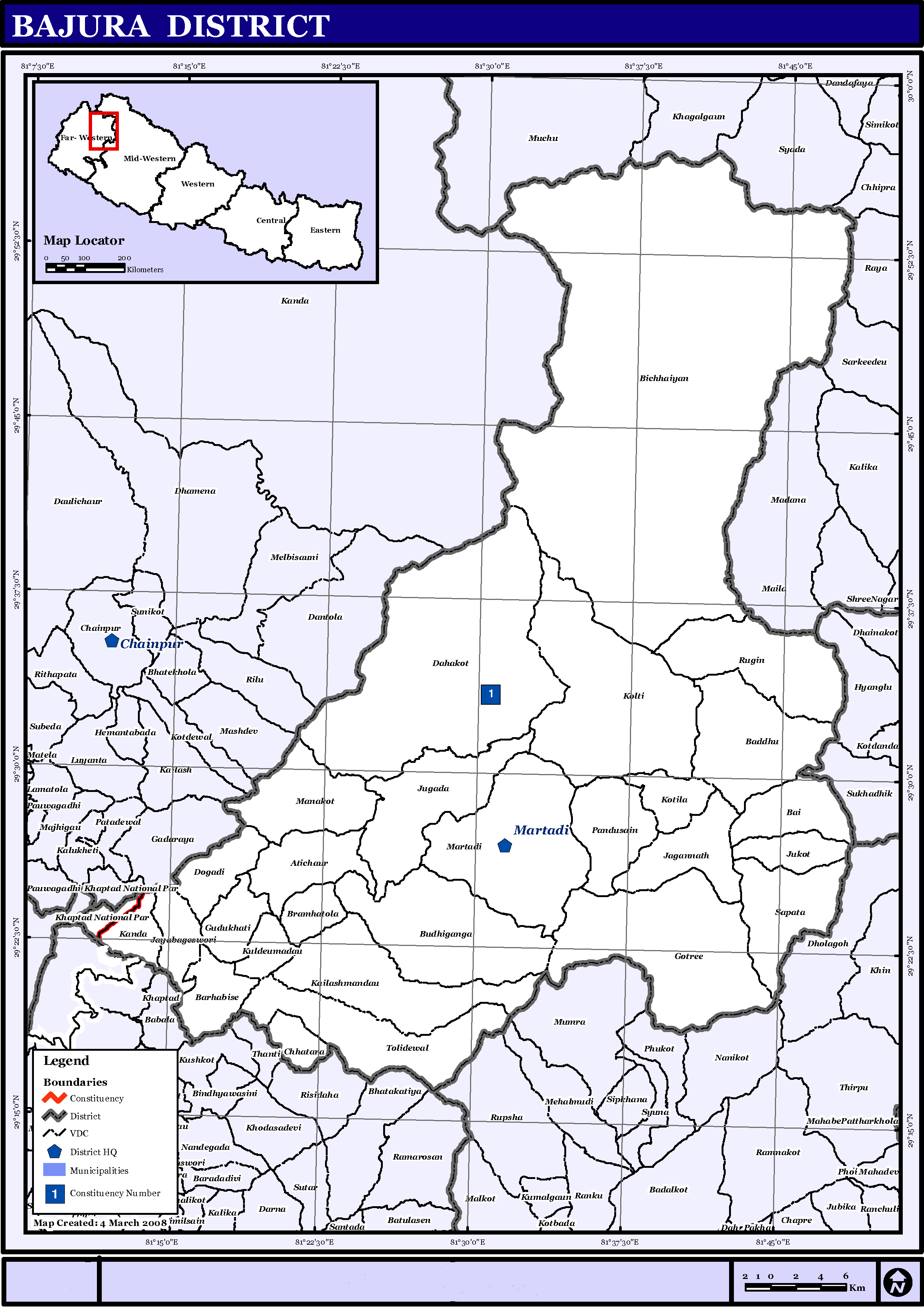
Kaart van Bajura

Bajura (Nepalees: बाजुरा) is een van de 75 districten van Nepal. Het district is gelegen in de bestuurlijke zone Seti en de hoofdplaats is Martadi. 
Bajura is een afgelegen district, waar zeer beperkt verkeer mogelijk is. In het district rijden op de enkele weg tractoren. De hoofdplaats Martadi is in het droge seizoen tot op 3 uur lopen te bereiken met een bus via een onverharde weg. Bussen rijden via Dhangadhi. En op een dag lopen afstand van Martadi is een vliegveld in de dorpscommissie Kolti. 

## Stedenendorpscommissies[2][3]
- Stad: Nepalees: nagarpalika of N.P.; Engels: municipality;
- Dorpscommissie: Nepalees: gāu bikās samiti; Engels: village development committee of VDC.

- Steden (0): geen.
- Dorpscommissies (27): Atichaur (of: Aantichaur), Baddhu, Bai, Baramhatola (of: Bramhatola), Barhabise (of: Barabise), Bichhaiyan (of: Bichchhaya), Bidhiganga (of: Budhiganga), Chhatara, Dahakot, Dogadi, Gotree, Gudukhati, Jagannath, Jayabageswori (of: Jayabageswari), Jugada, Jukot, Kailashmandau, Kanda, Kolti, Kotila, Kuldeumadau (of: Kuldevmandau), Manakot, Martadi, Pandusain (of: Pandusen), Rugin, Sappata, Tolidewal (of: Tolideval).

Achham · 
Arghakhanchi · 
Baglung · 
Baitadi · 
Bajhang · 
Bajura · 
Banke · 
Bara · 
Bardiya · 
Bhaktapur · 
Bhojpur · 
Chitwan · 
Dadeldhura · 
Dailekh · 
Dang · 
Darchula · 
Dhading · 
Dhankuta · 
Dhanusa · 
Dolkha · 
Dolpa · 
Doti · 
Gorkha · 
Gulmi · 
Humla · 
Ilam · 
Jajarkot · 
Jhapa · 
Jumla · 
Kailali · 
Kalikot · 
Kanchanpur · 
Kapilvastu · 
Kaski · 
Kathmandu · 
Kavrepalanchok · 
Khotang · 
Lalitpur · 
Lamjung · 
Mahottari · 
Makwanpur · 
Manang · 
Morang · 
Mugu · 
Mustang · 
Myagdi · 
Nawalparasi · 
Nuwakot · 
Okhaldhunga · 
Palpa · 
Panchthar · 
Parbat · 
Parsa · 
Pyuthan · 
Ramechhap · 
Rasuwa · 
Rautahat · 
Rolpa · 
Rukum · 
Rupandehi · 
Salyan · 
Sankhuwasabha · 
Saptari · 
Sarlahi · 
Sindhuli · 
Sindhulpalchok · 
Siraha · 
Solukhumbu · 
Sunsari · 
Surkhet · 
Syangja · 
Tanahu · 
Taplejung · 
Terhathum · 
Udayapur